# Municipio de Clayton (condado de Adams)
El municipio de Clayton (en inglés: Clayton Township) es un municipio ubicado en el condado de Adams en el estado estadounidense de Illinois. En el año 2010 tenía una población de 1027 habitantes y una densidad poblacional de 10,73 personas por km².

## Geografía
El municipio de Clayton se encuentra ubicado en las coordenadas 40°3′36″N 90°58′13″O / 40.06000, -90.97028. Según la Oficina del Censo de los Estados Unidos, el municipio tiene una superficie total de 95.74 km², de la cual 95,71 km² corresponden a tierra firme y (0,03 %) 0,03 km² es agua.

## Demografía
Según el censo de 2010, había 1027 personas residiendo en el municipio de Clayton. La densidad de población era de 10,73 hab./km². De los 1027 habitantes, el municipio de Clayton estaba compuesto por el 98,83 % blancos, el 0,39 % eran afroamericanos, el 0,1 % eran amerindios, el 0,1 % eran asiáticos y el 0,58 % eran de una mezcla de razas. Del total de la población el 0,58 % eran hispanos o latinos de cualquier raza.